# Route nationale 134bis
Die Route nationale 134Bis, kurz N 134Bis oder RN 134Bis, war eine französische Nationalstraße.
Die Straße wurde 1827 zwischen Gan und Eaux-Bonnes festgelegt und besaß eine Länge von 35 Kilometern. 1882 wurde sie von Laruns bis zur spanischen Grenze am Col du Pourtalet verlängert. Das Teilstück nach Eaux-Bonnes wurde wegen der Bedeutung von Eaux-Bonnes als Seitenast von ihr als Nationalstraße 134BisA bezeichnet. Die Länge der N 134Bis betrug jetzt 58 Kilometer. Nach der Festlegung des spanischen Nationalstraßennetzes zwischen 1939 und 1941 ging sie in die Carreteras Comarcales C-136 (heute Carreteras Autonómica im Aragón A-136) nach Huesca über. 1973 wurde sie komplett abgestuft.